# Choleva
Podlistnik (Choleva) – rodzaj chrząszczy z rodziny grzybinków (Leiodidae), podrodziny Cholevinae. Obejmuje około 60 gatunków. Gatunek palearktyczny, o obszarze występowania obejmującym Europę z Turcją, Południowy Kaukaz, północną Afrykę, Środkowy Wschód, Azję Środkową i północne Indie.
Mają 4–8 mm długości, długie i wąskie czułki, smukły zarys ciała, długie nogi.
W Polsce występuje 13 gatunków, w tym reliktowy troglobiontyczny podgatunek Choleva lederiana gracilenta Szymczakowski, 1957, żyjący w jaskiniach rezerwatu przyrody Sokole Góry w północnej części Wyżyny Krakowsko-Częstochowskiej.